# جو ثيوليس
جو ثيوليس (بالإنجليزية: Joe Thewlis)‏ هو لاعب كريكت ولاعب كرة قدم بريطاني، ولد في 14 أبريل 1939، وتوفي في 24 نوفمبر 2010 في نيوكاسل أبون تاين في المملكة المتحدة بسبب سرطان. لعب مع نادي إيفرتون.

## وصلات خارجية
- جو ثيوليس على موقع إي آس بي آن كريك إنفو (الإنجليزية)